# Zoltán Sipos
Zoltán Sipos, né le 15 décembre 1991 à Târgu Mureș, est un coureur cycliste hongrois, courant sous nationalité roumaine jusqu'en 2014. 

## Biographie
En 2014, il devient champion de Roumanie sur route chez les élites. 

## Palmarès
- 2008
  -  Champion de Roumanie sur route juniors
  -  Champion de Roumanie du contre-la-montre juniors
- 2009
  -  Champion des Balkans sur route juniors
  -  Champion de Roumanie sur route juniors
  -  Champion de Roumanie du contre-la-montre juniors
- 2010
  -  Champion de Roumanie du contre-la-montre espoirs
  - 1re étape du Turul Dobrogei
  - 2e du championnat de Roumanie du contre-la-montre
- 2012
  -  Champion de Roumanie sur route espoirs
  - Cupa Mun :
    - Classement général
    - 2e (contre-la-montre) et 3e étapes

  - 1re étape du Turul Dobrogei
  - 2e du championnat de Roumanie du contre-la-montre espoirs
- 2013
  - 3e étape du Turul Dobrogei[1]
  - 3e du championnat de Roumanie du contre-la-montre espoirs
- 2014
  -  Champion de Roumanie sur route
  - Ploiesti GP
  - 2e du championnat de Roumanie du contre-la-montre

## Classements mondiaux
| Année           | 2010   | 2011 | 2012 | 2013 | 2014 |
| --------------- | ------ | ---- | ---- | ---- | ---- |
| UCI Europe Tour | 1 043e |      | 352e |      | 299e |